# Битва за Гальтат-Земмур (1989)
Би́тва за Гальта́т-Земму́р — вооружённый конфликт (битва), произошедший 7 октября 1989 года в городе Гальтат-Земмур между Королевством Марокко и частично признанной Сахарской Арабской Демократической Республикой в ходе войны в Западной Сахаре.

## Предыстория

### Война в Западной Сахаре
До 1884 года территория современной САДР находилась под контролем султаната Марокко, а до 1975 года была колонией Королевства Испания. В 1975 году Народный фронт за освобождение Сегиет-эль-Хамра и Рио-де-Оро (Полисарио) провозгласил САДР с правительством в изгнании в городе Тиндуф Алжирской Народной Демократической Республики.
Конфликт продолжался при поддержке САДР со стороны АНДР, Республики Куба, Арабской Республики Египет, Социалистической Республики Вьетнам и Российской Федерации и поддержке Марокко со стороны Французской Республики и Исламской Республики Мавритания (до 1979 года).
Миссия Организации Объединённых Наций по проведению референдума в Западной Сахаре, в различной степени, поддерживалась обеими сторонами.

### Предшествующие битве события
Король Марокко Хасан II постоянно откладывал дату проведения мирных переговоров с САДР. В ответ на это, Полисарио отказался от их проведения вовсе. Хасан отреагировал на это заявление отказом от предстоящей встрече с лидерами Полисарио. Подобный накал отношений и привёл к конфликту, первому с 1988 года.

## Ход битвы
Марокканские солдаты возвели укрепления из песка на военной базе в Гальтат-Земмуре, на что Полисарио ответил неудавшимся штурмом укреплений, проведённом с использованием бронетанковой техники, однако, несмотря на это, укрепления не получили существенных повреждений.

## Потери
По данным Марокко, с их стороны было убито 14 человек, а ранено — 31; со стороны САДР — 80 убито или ранено. По данным газеты «El País», с обеих сторон погибло не менее 100 человек.
Войска Полисарио потеряли 18 единиц бронетехники, в том числе и танков. Вся бронетехника была уничтожена марокканскими вертолётами.